# 喬治·塞爾柯克
喬治·亞歷山大·塞爾柯克（英語：George Alexander Selkirk, 1908年1月4日—1987年1月19日），為美國職棒大聯盟的外野手，生涯9年皆效力於紐約洋基。1935年，塞爾柯克接替了貝比·魯斯的守備位置，及他的傳奇背號——3號。
塞爾柯克有5次單季打擊率超過3成，2次單季超過100分打點，拿下5次世界大賽冠軍，入選2次明星賽。
1983年，他入選加拿大棒球名人堂。

## 生平
塞爾柯克來自加拿大安大略省，身高185公分，體重83公斤。在他小時候全家搬至紐約州的羅徹斯特，他也在當地讀書長大。後來他於1927年登上大聯盟。
他生涯9年皆效力於紐約洋基隊，成為魯斯的接班人。生涯打擊率2成90，108轟，810支安打，576分打點，上壘率4成，長打率4成83。而他也有一個綽號「Twinkletoes」，該名稱來自於他特殊的跑壘姿勢。
1942年後，他前往美軍服役，退伍後成為小聯盟球隊教練。1962年，他成為華盛頓參議員(今德州遊騎兵)隊上的總經理。
1987年，79歲的塞爾柯克去世。他精彩的球員生涯表現與擔任總經理使他入選加拿大棒球名人堂。

## 外部連結
- 球員資訊和成績在MLB，ESPN，Baseball-Reference，Fangraphs，The Baseball Cube（英文）